# 弗拉希内托
弗拉希内托（義大利語：Frascineto），是意大利科森扎省的一个市镇。总面积28.78平方公里，人口2310人，人口密度80.3人/平方公里（2009年）。ISTAT代码为078057。